# Liam Neyland
Liam Brice Neyland (ur. 18 października 1996) – australijski zapaśnik walczący w stylu wolnym. Zajął 31 miejsce na mistrzostwach świata w 2017. Zdobył trzy medale na mistrzostwach Oceanii w latach 2014 - 2017.